# Francuska Żandarmeria Narodowa
Francuska Żandarmeria Narodowa (fr. Gendarmerie nationale) – wyodrębniona formacja francuskiej policji, która jednocześnie jest częścią francuskich sił zbrojnych. Obecnie, od 1 stycznia 2009 podlega Ministerstwu Spraw Wewnętrznych. Kwatera główna znajduje się w Paryżu.

## Galeria

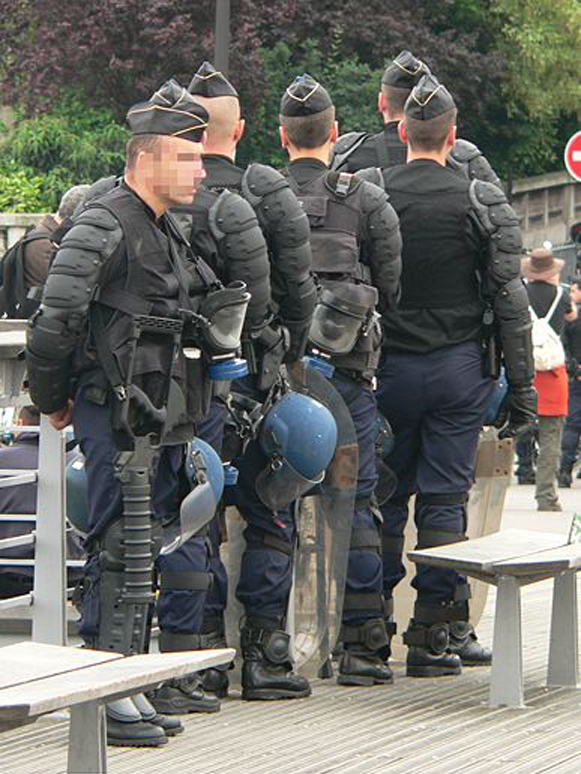
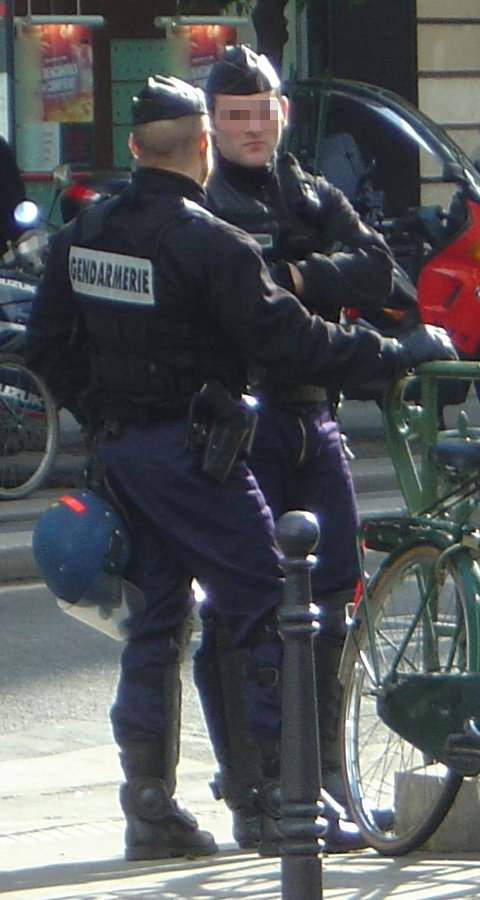
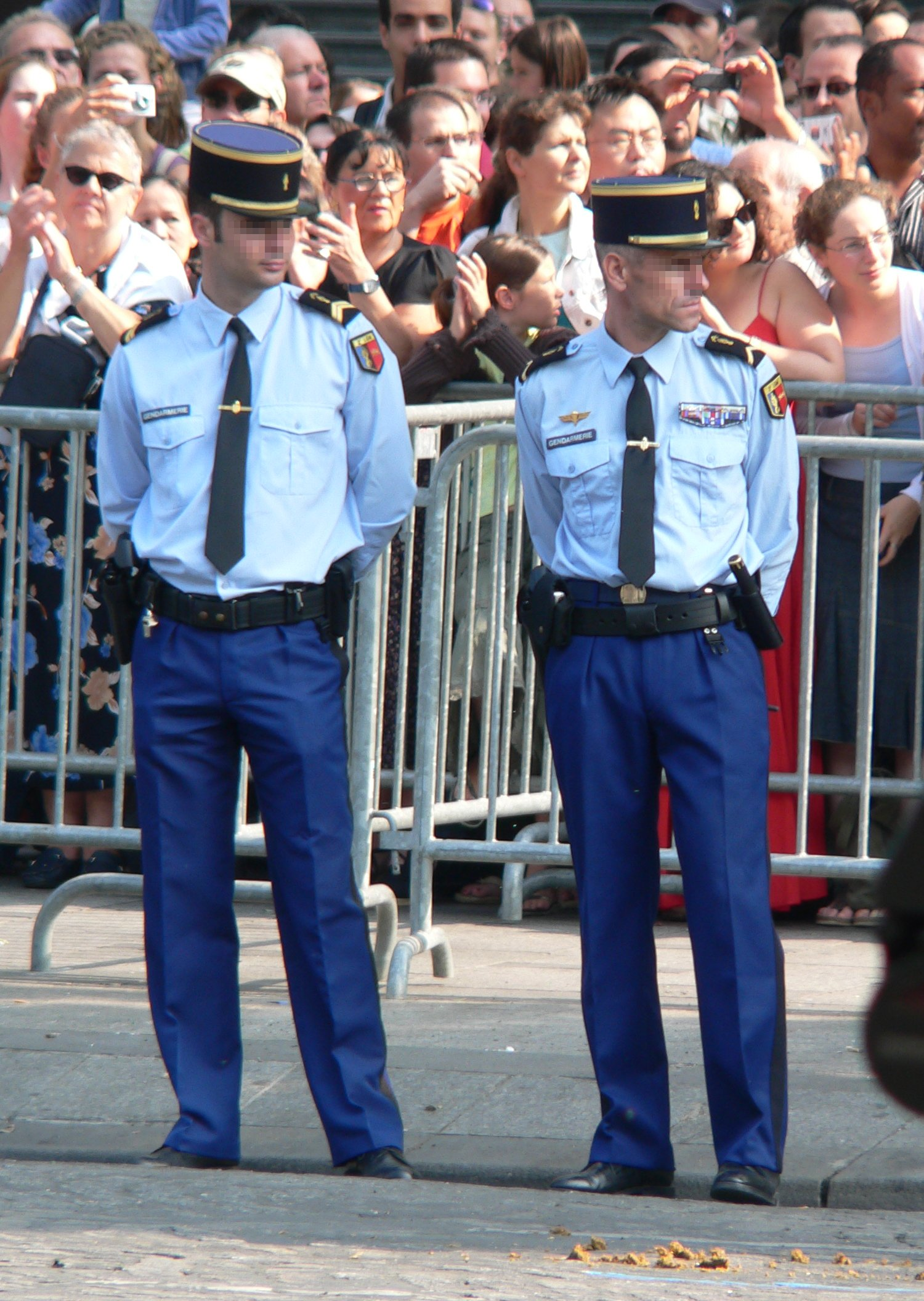

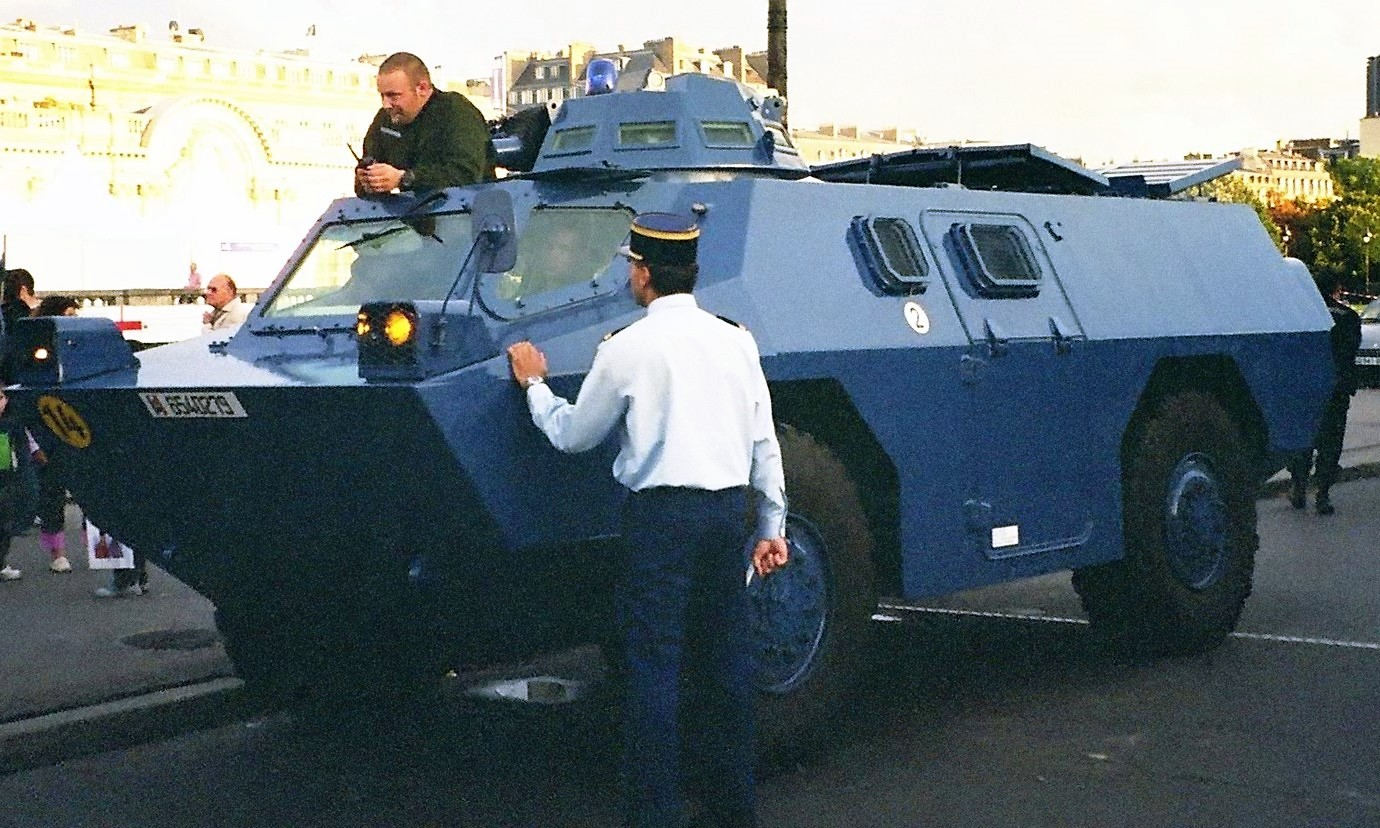
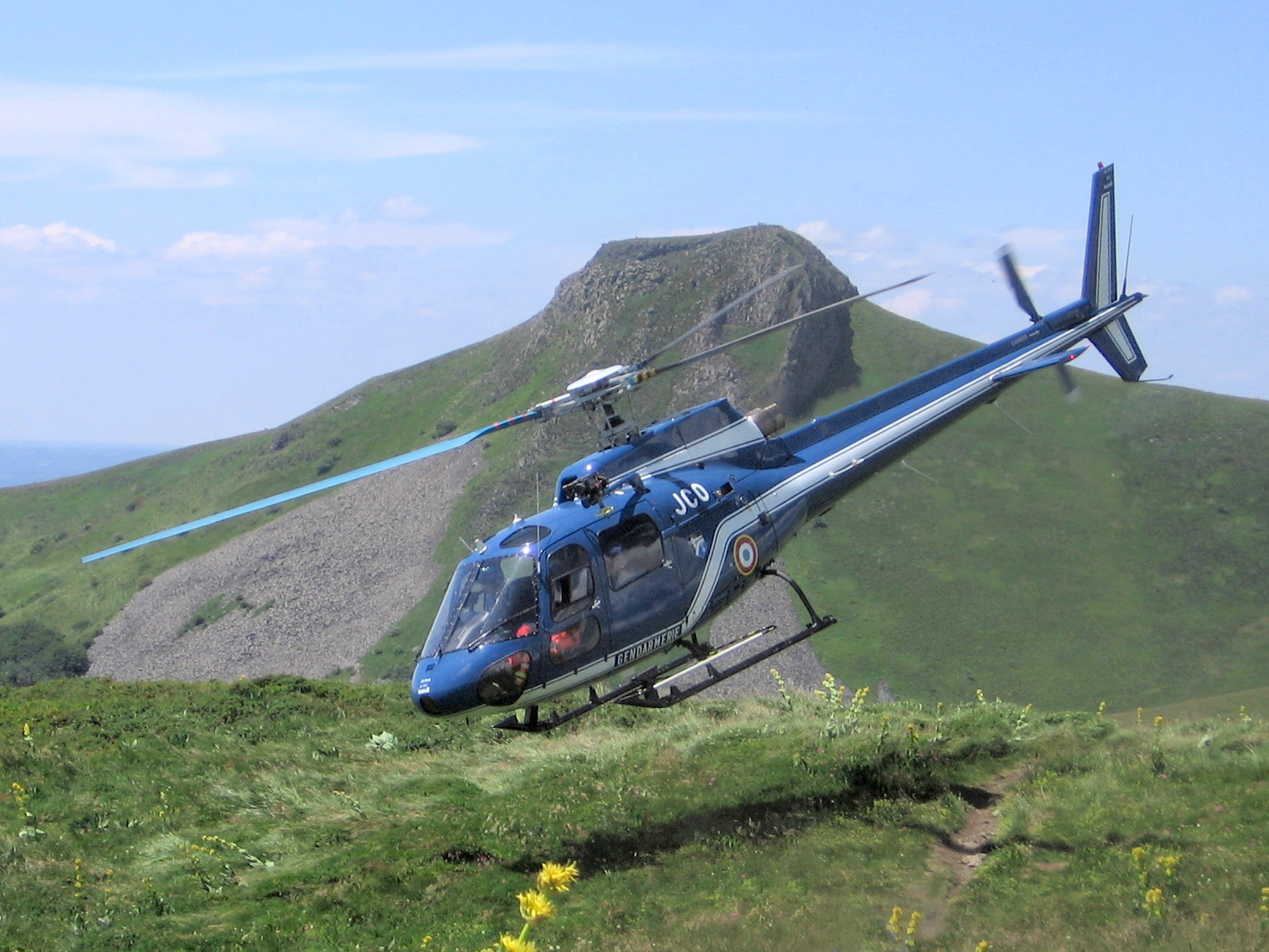
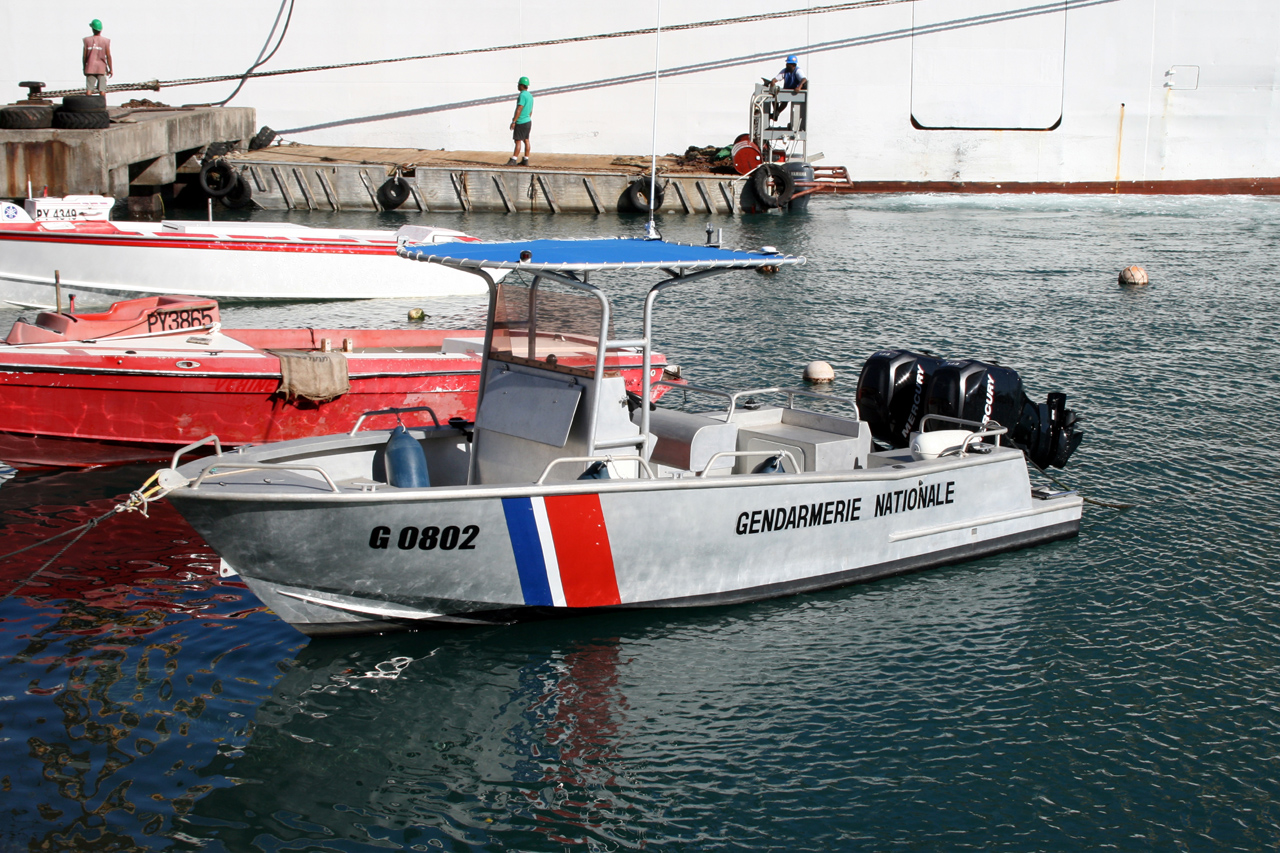